# کانی‌نیاز
کانی‌نیاز روستایی از توابع بخش مرکزی در شهرستان سقز است که در استان کردستان ایران قرار دارد.

## جمعیت
این روستا در دهستان سرا واقع شده و براساس سرشماری سال ۱۳۸۵، جمعیت آن ۲۱۰ نفر (۴۳ خانوار) بوده‌است.